# ماركوس أوريليو غاليانو
ماركوس أوريليو غاليانو (بالبرتغالية: Marcos Aurélio Galeano‏) (28 مارس 1972 في البرازيل – )؛ هو لاعب كرة قدم سابق كان يلعب كلاعب وسط.

## وصلات خارجية
- ماركوس أوريليو غاليانو على موقع الاتحاد الأوربي (الإنجليزية)
- ماركوس أوريليو غاليانو على موقع اتحاد تركيا (لاعب) (الإنجليزية)
- ماركوس أوريليو غاليانو على موقع رابطة كرة القدم اليابانية للمحترفين (اليابانية)
- ماركوس أوريليو غاليانو على موقع قاعدة بيانات كرة القدم.إي يو (الإنجليزية)
- ماركوس أوريليو غاليانو على موقع Soccerway.com (الإنجليزية)
- ماركوس أوريليو غاليانو على موقع عالم كرة القدم.نت (الإنجليزية)